# Ратулув
Ратулув (пол. Ratułów) — село в Польщі, у гміні Чорний Дунаєць Новотарзького повіту Малопольського воєводства.
Населення — 2156 осіб (2011).
У 1975-1998 роках село належало до Новосондецького воєводства.

## Демографія
Демографічна структура станом на 31 березня 2011 року:
|          | Загалом | Допрацездатний вік | Працездатний вік | Постпрацездатний вік |
| -------- | ------- | ------------------ | ---------------- | -------------------- |
| Чоловіки | 1071    | 267                | 712              | 92                   |
| Жінки    | 1085    | 251                | 641              | 193                  |
| Разом    | 2156    | 518                | 1353             | 285                  |